# Leander Kröber
Leander Kröber (* 21. August 1902 in Schnauderhainichen; † 9. Juni 1980 in Erfurt) war ein deutscher kommunistischer Parteifunktionär, Thüringer Landtagsabgeordneter, Verfolgter des NS-Regimes, Häftling im KZ Nohra, KZ Bad Sulza und KZ Buchenwald, Thüringer Polizeichef, Leiter einer Landesverwaltung des MfS und Kommandeur einer Grenzbrigade der Deutschen Grenzpolizei.

## Leben
Kröber entstammte einer Arbeiterfamilie im Altenburger Land. Sein Vater war Bergarbeiter. Von 1909 bis 1917 besuchte er die Volksschule seines Geburtsortes. Von 1917 bis 1932 war er wie sein Vater als Bergarbeiter tätig. Im Jahre 1921 trat er in die Unabhängige Sozialdemokratische Partei Deutschlands (USPD) ein und wechselte nach deren Auflösung in die SPD. Seit 1923 gehörte er zur Kommunistischen Partei Deutschlands (KPD). Zu seiner Berufsbiografie gehörten auch Zeiten der Arbeitslosigkeit. Kröber beteiligte sich aktiv an der Parteiarbeit und am Kampf gegen die Gefahr des aufkommenden Faschismus. 1932 wurde er in die Bezirksleitung der KPD Großthüringen gewählt und kandidierte zur Wahl in den Thüringer Landtag, dem er seit dem 27. Mai 1932 angehörte.
Nach der Machtübertragung an die NSDAP gehörte er in Thüringen zu den fünf kommunistischen Landtagsabgeordneten, die am 28. Februar 1933 verhaftet und in das erste Konzentrationslager im Deutschen Reich, in das KZ Nohra eingeliefert wurden. Zwischen November und Anfang Dezember 1933 gehörte Kröber zu denen, die in das neu errichtete KZ Bad Sulza überstellt wurden, wo er die Häftlingsnummer 24 erhielt. Nachdem er 1934 entlassen worden war, setzte er seine illegale Widerstandsarbeit fort. Als diese Tätigkeit aufgedeckt wurde, verhaftete ihn die Gestapo 27. März 1935 erneut. Der 1. Strafsenat des OLG Jena verurteilte ihn im Oktober gleichen Jahres wegen „Vorbereitung zum Hochverrat“ zu sieben Jahren Zuchthaus und fünf Jahren Ehrverlust. Nach Ablauf seiner Haftzeit, die er in den Strafanstalten Gräfentonna, Halle, Amberg und Straubing verbüßte, wurde er nach seiner Entlassung im April 1942 in Schutzhaft genommen und in das KZ Buchenwald eingeliefert. Seit 1943 wurde er im KZ-Außenkommando Schönebeck eingesetzt, wo er die Krankenabteilung leitete.
Nach der Befreiung vom Nationalsozialismus im Frühjahr 1945 kehrte er nach Thüringen zurück, wo er für den Wiederaufbau der KPD tätig wurde und wieder zur erweiterten KPD-Landesleitung gehörte. Von April bis Dezember 1945 versah er das Amt des Bürgermeisters von Meuselwitz. Danach wurde er für zwei Jahre Polizeidirektor in Eisenach. Seit 1947 übernahm er als Polizeiinspektor die Kontrolle über die Polizeiorgane in Süd- und Westthüringen mit Sitz in Gotha. Im April 1948 wurde ihm die Leitung der Landespolizeischule in Weimar übertragen und im Oktober 1948 stieg er im Rang eines Chefinspekteurs zum Landespolizeichef von Thüringen auf. 1949/1950 nahm Kröber an einer Sonderschulung für MfS-Gründungskader in der UdSSR teil. und ging in die Sowjetunion, wo er in einem Sonderlehrgang auf seine künftige Funktion im DDR-Sicherheitsorgan MfS vorbereitet wurde. Nach seiner Rückkehr 1950 wurde er zunächst Stellvertreter und 1951 Leiter der Thüringer MfS-Landesverwaltung. Er nahm gezielt Einfluss auf das neu entstandene Justizwesen und bestimmte im Mai 1952 fünf Haftrichter für die Thüringer Justiz. Im Jahre 1952 wechselte er in die Leitung der Chemnitzer MfS-Bezirksverwaltung. Im März 1953 holte ihn der DDR-Innenminister Willi Stoph als Adjutant zur besonderen Verwendung nach Berlin. Seit 1955 leitete er die Zentralschule der Deutschen Grenzpolizei in Sondershausen. Ab 1958 war er im Rang eines Obersts der Kommandeur der Dritten Grenzbrigade der Deutschen Grenzpolizei in Erfurt. 1960 schied er aus dem aktiven Dienst aus.
Kröbers Sohn war der Wissenschaftstheoretiker Günter Kröber.

## Auszeichnungen
- 1972: Vaterländischer Verdienstorden in Gold
- 1977: Ehrenspange zum Vaterländischen Verdienstorden in Gold